# Mazînkî, Pereiaslav-Hmelnițki
Mazînkî (în ucraineană Мазинки) este o comună în raionul Pereiaslav-Hmelnițki, regiunea Kiev, Ucraina, formată numai din satul de reședință.

## Demografie
Componența lingvistică a comunei Mazînkî
     Ucraineană (99,07%)
     Alte limbi (0,93%)
Conform recensământului din 2001, majoritatea populației comunei Mazînkî era vorbitoare de ucraineană (99,07%), existând în minoritate și vorbitori de alte limbi.